# Huyền thoại đất liền và đại dương
Huyền thoại đất liền và đại dương (Nhật: ゲド戦記, ゲドせんき Hepburn: Gedo Senki), là một  bộ anime mang chủ đề kỳ ảo do Ghibli thực hiện và được đạo diễn bởi Miyazaki Gorō, được công chiếu vào năm 2006. Bộ phim kết hợp các yếu tố cùng các nhân vật trong bốn cuốn sách đầu của bộ tiểu thuyết Earthsea do Ursula K. Le Guin thực hiện là: A Wizard of Earthsea, The Tombs of Atuan, The Farthest Shore và Tehanu. Nhưng bộ phim có cốt truyện hoàn toàn khác. Nội dung câu chuyện xoay quanh Arren, người đã ám sát vua của Enlad, lấy đi thanh kiếm phép thuật, rồi được pháp sư Sparrowhawk cứu khi đang ở sa mạc. Cả hai người lên đường đến Hort Town và chiến đấu với một pháp sư khác, người muốn đoạn lấy cuộc sống vĩnh hằng bằng các phép thuật bị cấm.
Phim được công chiếu vào ngày 29 tháng 7 năm 2006 và trong hai ngày đầu đã có khoảng 670.000 người đến xem, thu về khoảng 900 triệu Yên (khoảng 7,7 triệu USD). Phim cũng được phát hành bằng nhiều ngôn ngữ khác trên thế giới. Tại Việt Nam, phim được chiếu trên kênh SAM -BTV11 từ ngày 2 tháng 6 năm 2016 đến ngày 6 tháng 6 năm 2016 với tựa đề "Huyền thoại đất liền và đại dương".

## Tổng quan

### Sơ lược cốt truyện
Khi phi hành đoàn của một chiến hạm đang vật lộn với một cơn bão thì bất ngờ xuất hiện hai con rồng chiến đấu kịch liệt với nhau trên bầu trời. Rồng Đen giết chết Rồng Trắng một cách đột ngột, một sự kiện được cho là chưa từng xảy ra trong nhiều thế kỷ.
Tin tức về vương quốc suy tàn cùng sự vắng bóng tin tức từ Hoàng tử Arren khiến Vua nước Enlad thịnh vượng một thời trở nên bất an. Thuật sĩ Root đề cập đến mối liên hệ giữa loài người và rồng từng được coi là "một" cho đến khi bị chia cắt bởi những ham muốn riêng (lần lượt là tự do và tài sản), điều này dẫn đến sự mất cân bằng dần dần của thế giới. Bất ngờ, nhà vua bị ám sát bởi chính con trai mình, Hoàng tử Arren, kẻ đã đánh cắp thanh kiếm của phụ vương và bỏ trốn khỏi lâu đài.
Trong sa mạc, Arren thoát khỏi bầy sói nhờ sự giúp đỡ của Sparrowhawk. Họ cùng nhau đến thị trấn Hort. Khi khám phá thị trấn một mình, Arren giải cứu một cô gái trẻ tên Therru khỏi những kẻ buôn nô lệ, nhưng sau đó bị bắt giữ bởi chủ nhân thực sự của đoàn nô lệ, Hare. Thanh kiếm của anh bị ném xuống biển. Sparrowhawk giải cứu Aren khỏi đoàn lữ hành nô lệ và đưa anh đến trang trại của Tenar - người bạn thân nhất và lâu đời nhất của Sparrowhawk, nơi Therru đang sống.
Việc Sparrowhawk can thiệp vào đoàn nô lệ của Hare khiến Lord Cob – một chiến binh hùng mạnh cai trị thị trấn Hort - tức giận vì muốn đưa họ đến lâu đài làm nô lệ. Trong khi đó, Sparrowhawk nói với Arren rằng ông đang tìm cách khôi phục lại sự cân bằng đã mất, sau đó tiếp tục tìm kiếm ở thị trấn Hort. Khi ở đó, ông tìm mua lại thanh kiếm của Arren từ một thương nhân và cố gắng lẩn trốn bắt giữ của Hare trong lúc tìm hiểu về lâu đài của Cob.
Arren thú nhận với Therru rằng cậu đã giết chính phụ hoàng mình và cảm nhận được sự hiện diện kỳ lạ đang rình rập theo dõi. Vì thế Arren rời khỏi trang trại nhưng bị vây bắt bởi chính hình bóng phản chiếu của mình. Arren ngất đi sau khi ngã xuống đầm lầy khi cố chạy trốn. Cob đưa cậu về lâu đài và thôi miên khai thác "tên thật" – Hoàng tử Lebannen – để nắm quyền kiểm soát cậu. Trong khi đó, Hare bắt cóc Tenar để nhử Sparrowhawk vào lâu đài, còn Therru bị trói vào một cột để chờ hành quyết. Cô tự giải thoát và đi tìm Sparrowhawk, người đã đưa lại thanh kiếm của Arren để trao cho cậu. Sparrowhawk đột nhập vào lâu đài để giải cứu Tenar và đối đầu với Cob. Ông nhận ra Cob đang phá vỡ sự cân bằng của thế giới bằng cách mở ra cánh cửa giữa sự sống và cái chết để đoạt lấy sự bất tử. Sparrowhawk cảnh báo Cob về những nguy hiểm khi xáo trộn trật tự tự nhiên, và Cob ra lệnh cho Arren ra ngoài giết ông. Sparrowhawk giải thoát hoàng tử khỏi sự kiểm soát của Cob nhưng bị Hare bắt giữ, và sức mạnh phép thuật vĩ đại của ông bị suy yếu trong lâu đài của Cob.
Trong khi đó, Therru cũng nhìn thấy hình bóng kia của Arren và đi theo cậu đến lâu đài, nơi bóng kia tiết lộ rằng nó là ánh sáng bên trong Arren và cho Therru biết tên thật của mình. Therru đột nhập vào lâu đài và biết được Sparrowhawk và Tenar sẽ bị xử tử khi mặt trời mọc. Cô tìm thấy Arren đang đau đớn và tuyệt vọng, đem đến hy vọng cho cậu bằng cách gọi tên thật và thú nhận với cậu về tên thật của mình là Tehanu. Họ cùng lao đi cứu Sparrowhawk và Tenar. Arren đối đầu với Cob khi hắn cố giết cậu. Cuối cùng Arren rút ra thanh kiếm được phong ấn bằng phép thuật. Arren chém đứt bàn tay cầm quyền trượng của Cob. Không còn khả năng sử dụng phép thuật, Cob nhanh chóng bắt đầu lão hóa. Hắn bắt cóc Therru, chạy lên đỉnh tháp cao nhất của lâu đài với Arren đuổi theo. Khi bị dồn vào đường cùng, Arren cố giải thích với Cob những điều cậu học được về cuộc sống và cái chết từ Therru và Sparrowhawk, nhưng Chúa tể bóng tối tàn lụi từ chối lắng nghe và dùng phép thuật cuối cùng để siết cổ Therru đến chết. Thay vì chết, cô tiết lộ hình dạng thật là Rồng Đen, sở hữu sự bất tử. Therru giết chết Cob bằng hơi lửa và giải thoát cho Arren khỏi ngọn tháp đổ sụp.
Sparrowhawk và Tenar thoát khỏi lâu đài trong lúc Therru và Arren hạ cánh xuống một cánh đồng, nơi Therru biến trở lại hình dạng người. Arren nói với Therru rằng cậu sẽ quay về nhà để chuộc lỗi cho tội lỗi của mình nhưng sẽ trở lại tìm gặp cô trong một ngày không xa. Sau khi tái ngộ với Sparrowhawk và Tenar, cả bốn người cùng ở bên nhau trong giây lát. Arren và Sparrowhawk lên đường về Enlad, tạm biệt Therru và Tenar. Therru ngước lên trời, thấy đồng loại của mình đang bay lượn, điều này cho thấy sự cân bằng của thế giới đã được khôi phục.

### Nhân vật
- Arren
- Therru

## Thực hiện
Ursula K. Le Guin đã từng từ chối nhiều lời đề nghị chuyển thể bộ tiểu thuyết Earthsea của bà thành phim. Vì vậy vào những năm 1980 lời đề nghị chuyển thể thành anime của Miyazaki Hayao cũng đã bị từ chối. Khi đó chỉ có hãng Disney là đủ uy tín để tạo ra các các phim hoạt hình đủ tiêu chuẩn nên Miyazaki muốn hợp tác để đàm phán thực hiện bộ phim nhưng họ đã từ chối. Đến năm 2000 thì đề nghị này đã được một người bạn của tác giả là Vonda N. McIntyre lặp lại sau khi xem bộ phim anime do Miyazaki thực hiện là Hàng xóm của tôi là Totoro và bị ấn tượng với nó. Với đề nghị của bạn, bà đã xem qua bộ phim và ngay lập tức trở thành một người hâm mộ Miyazaki. Vài năm sau đó với sự bùng nổ của các phim anime cũng như Shimizu Masako và Miyazaki Hayao trở nên nổi tiếng thì tác giả của bộ tiểu thuyết đã liên lạc hỏi Miyazaki xem ông còn sự quan tâm đến việc chuyển thể tác phẩm Earthsea thành phim hoạt hình hay không. Kết quả là nhiều cuộc trao đổi đã được thực hiện giữa Le Guin và Ghibli. Đến tháng 8 năm 2005 thì Miyazaki Hayao và Suzuki Toshio đã đến thăm Le Guin để thảo luận. Cùng với con trai của Le Guin, người đang giữ bản quyền của Earthsea họ đã thảo luận về dự án. Dù tác giả hơi thất vọng khi nghe Miyazaki Hayao đã về hưu trong việc thực hiện anime, nhưng ông nói ông đã có một studio riêng là Ghibli do con trai của mình là Miyazaki Gorō quản lý. Miyazaki Hayao đảm bảo rằng ông cũng sẽ tham gia vào dự án và có tiếng nói quyết định, nên tác giả vẫn đồng ý để thực hiện bộ phim. Tại thời điểm này công việc chuẩn bị là phim đã được bắt đầu thực hiện. Tuy nhiên Miyazaki Hayao không tham gia nhiều vào dự án này mà thực hiện giám sát là chính.
Các công việc hoạt hình bắt đầu vào ngày 06 tháng 9 năm 2005 và kết thúc vào ngày 23 tháng 5 năm 2006, việc điều chỉnh lại âm thanh bắt đầu vào ngày 30 tháng 5 năm 2006. Bộ phim hoàn thành vào ngày 28 tháng 6 năm 2006, với sự tham gia của toàn bộ nhân viên tại Ghibli, nên bộ phim đã được hoàn thành nhanh hơn các bộ phim khác như Lâu đài bay của pháp sư Howl và Sen và Chihiro ở thế giới thần bí.

## Phát hành
Vào hai ngày đầu công chiếu đã có khoảng 670.000 người đến xem, bộ phim đã thu về khoảng 900 triệu Yên (khoảng 7,7 triệu USD), tổng kết thì bộ phim đã thu về 76.500.000.000 Yên tại Nhật Bản. Bộ phim sau đó cũng được công chiếu và phát hành với nhiều thứ tiếng ở các nước trên thế giới.
Hãng Walt Disney đã đăng ký bản quyền phiên bản tiếng Anh của bộ phim để phát hành tại thị trường Bắc Mỹ và quốc tế. Ngoài ra bộ phim cũng được đăng ký để phân phối với các thứ tiếng khác nhau như Buena Vista Home Entertainment phân phối tại Pháp, Lucky Red tại Ý, Universum-Films tại Đức, Monolith Films tại Ba Lan, Madman Entertainment tại úc và New Zealand, Intercontinental Video Limited tại Hồng Kông, Deltamac tại Đài Loan.

### Sách
Kadokawa Shoten đã phát hành một quyển sách hướng dẫn có tên Āsushī no Kaze Ni notte ~ Eiga "Gedo Senki" Kanzen guide (アースシーの風に乗って～映画「ゲド戦記」完全ガイド) trong năm 2006. Quyển sách giới thiệu về phim, đăng các bài phỏng vấn đạo diễn cùng nhóm làm phim và cũng chứa các hình ảnh của phim. Ngoài ra lịch ghi quá trình hoàn thành và phát triển của phim cũng được thông tin đầy đủ.
Một bộ bốn tập chuyển thể phim in trên sách cũng đã được phát hành từ ngày 08 tháng 8 đến 16 tháng 9 năm 2006.

### Âm nhạc
Phim có hai bài hát chính là bài hát kết thúc Toki no Uta (時の歌) và bài hát trong phim có tên Therru no Uta (テルーの唄) cả hai bài đều do Teshima Aoi trình bày, đĩa đơn chứa bài Therru no Uta đã phát hành vào ngày 07 tháng 6 năm 2006. Album chứa các bài hát do các nhân vật trình bày đã phát hành vào ngày 12 tháng 7 năm 2006. Các bản nhạc của phim do Terashima Tamiya biên soạn và album chứa các bản nhạc dùng phim đã phát hành vào ngày 12 tháng 7 năm 2006. Một album chứa phiên bản trình bày bằng piano của các bản nhạc trong phim đã phát hành vào ngày 29 tháng 11 năm 2006.
| Therru no Uta (テルーの唄) | Therru no Uta (テルーの唄)   | Therru no Uta (テルーの唄) |
| STT                        | Nhan đề                      | Thời lượng                 |
| -------------------------- | ---------------------------- | -------------------------- |
| 1.                         | "Therru no Uta (テルーの唄)" | 4:49                       |
| Tổng thời lượng:           | Tổng thời lượng:             | 4:49                       |

| Gedo Senki Kashyuu (ゲド戦記歌集) | Gedo Senki Kashyuu (ゲド戦記歌集)                              | Gedo Senki Kashyuu (ゲド戦記歌集) |
| STT                               | Nhan đề                                                        | Thời lượng                        |
| --------------------------------- | -------------------------------------------------------------- | --------------------------------- |
| 1.                                | "Kazoe Uta (数え唄)"                                           | 2:07                              |
| 2.                                | "Ryuu (竜)"                                                    | 4:28                              |
| 3.                                | "Tasogare (黄昏)"                                              | 5:53                              |
| 4.                                | "Betsu no Hito (別の人)"                                       | 3:34                              |
| 5.                                | "Tabibito (旅人)"                                              | 3:28                              |
| 6.                                | "Nanakamado (ナナカマド)"                                      | 2:57                              |
| 7.                                | "Sora no Shuuten (空の終点)"                                   | 2:37                              |
| 8.                                | "Haru no Yoru ni (春の夜に)"                                   | 4:23                              |
| 9.                                | "Teruu no Uta (kashuu no BAAJON) (テルーの唄(歌集バージョン))" | 4:18                              |
| 10.                               | "Toki no Uta (kashuu no BAAJON) (時の歌(歌集バージョン))"      | 4:49                              |
| Tổng thời lượng:                  | Tổng thời lượng:                                               | 38:41                             |

| Gedo Senki Soundtrack (ゲド戦記 サウンドトラック) | Gedo Senki Soundtrack (ゲド戦記 サウンドトラック)                                                      | Gedo Senki Soundtrack (ゲド戦記 サウンドトラック) |
| STT                                               | Nhan đề                                                                                                | Thời lượng                                        |
| ------------------------------------------------- | --- | ------------------------------------------------- |
| 1.                                                | "Ihen ~ Ryuu (異変～竜)"                                                                               | 2:31                                              |
| 2.                                                | "Tasogare no Kizashi (黄昏の兆し)"                                                                     | 2:21                                              |
| 3.                                                | "Haitaka ~ Toubou Sha (ハイタカ～逃亡者)"                                                              | 2:45                                              |
| 4.                                                | "Tabiji (旅路)"                                                                                        | 3:42                                              |
| 5.                                                | "Machi (街)"                                                                                           | 1:30                                              |
| 6.                                                | "Mayoi ~ Owareru Sha (迷い～追われる者)"                                                               | 3:39                                              |
| 7.                                                | "Kubiki (軛)"                                                                                          | 2:06                                              |
| 8.                                                | "No He (野へ)"                                                                                         | 1:34                                              |
| 9.                                                | "Kumo (クモ)"                                                                                          | 2:36                                              |
| 10.                                               | "Daichi no Hito (大地の人)"                                                                            | 3:10                                              |
| 11.                                               | "Toge To Shoushin ~ Akutou (棘と傷心～悪党)"                                                           | 3:32                                              |
| 12.                                               | "Tsuioku ~ Rou Tenshu No Chuukoku (追憶～老店主の忠告)"                                                | 2:31                                              |
| 13.                                               | "Sounyuu ka "Teruu no Uta" Eiga Version (A Capella) (挿入歌「テルーの唄」 映画バージョン（アカペラ）)" | 2:31                                              |
| 14.                                               | "Wakare ~ Kage No Kyoufu (別れ～影の恐怖)"                                                             | 2:41                                              |
| 15.                                               | "Goudatsu ~ Fushi No Yuuwaku (強奪～不死の誘惑)"                                                       | 5:01                                              |
| 16.                                               | "Kyuukou ~ Taiji (急行～対峙)"                                                                         | 4:57                                              |
| 17.                                               | "Hikari to Kage (光と影)"                                                                              | 3:40                                              |
| 18.                                               | "Shin No Mei ~ Mezame (真の名～目覚め)"                                                                | 4:55                                              |
| 19.                                               | "Shi No Noroi ~ Kyouki (死の呪い～狂気)"                                                               | 7:24                                              |
| 20.                                               | "Inochi no Hi (命の火)"                                                                                | 2:09                                              |
| 21.                                               | "Owari To Hajimari ~ Shudaika "Toki No Uta" ~ Ending (終わりと始まり～主題歌「時の歌」～エンディング)" | 8:36                                              |
| Tổng thời lượng:                                  | Tổng thời lượng:                                                                                       | 1:13:51                                           |

| Gedo Senki Piano Plus (ゲド戦記 ピアノ プラス) | Gedo Senki Piano Plus (ゲド戦記 ピアノ プラス)                   | Gedo Senki Piano Plus (ゲド戦記 ピアノ プラス) |
| STT                                            | Nhan đề                                                          | Thời lượng                                     |
| ---------------------------------------------- | ---------------------------------------------------------------- | ---------------------------------------------- |
| 1.                                             | "Ryuu (竜)"                                                      | 4:24                                           |
| 2.                                             | "Hika to Kage (光と影)"                                          | 3:39                                           |
| 3.                                             | "Daichi no Hito (大地の人)"                                      | 3:30                                           |
| 4.                                             | "Teruu no Uta (Instrumental) (テルーの唄(インストゥルメンタル))" | 3:35                                           |
| 5.                                             | "Fushi no Yuuwaku (不死の誘惑)"                                  | 4:03                                           |
| 6.                                             | "Haitaka (ハイタカ)"                                             | 4:12                                           |
| 7.                                             | "Kubiki (軛)"                                                    | 3:24                                           |
| 8.                                             | "Kumo (クモ)"                                                    | 4:21                                           |
| 9.                                             | "Toki no Uta (Instrumental) (時の歌(インストゥルメンタル))"      | 4:51                                           |
| 10.                                            | "Machi (街)"                                                     | 5:47                                           |
| 11.                                            | "Tabiji (旅路)"                                                  | 3:26                                           |
| Tổng thời lượng:                               | Tổng thời lượng:                                                 | 45:12                                          |

## Đón nhận
Bộ phim nhận được rất nhiều ý kiến trái chiều nhau. Doanh thu của phim tốt với việc giành vị trí số một trong bảng xếp hạng doanh thu trong tuần đầu công chiếu khi thu về 900 triệu yên (khoảng 7,7 triệu USD) đẩy Cướp biển vùng Caribbean 2: Chiếc rương tử thần xuống hạng 2 và giữ vị trí đó trong 5 tuần và giành vị trí thứ 4 trong danh sách các phim có doanh thu cao nhất năm. Nhưng với các đánh giá phê bình thì không tốt lắm với việc vào cuối năm mà bộ phim công chiếu bộ phim nhận được giải Bunshun Kiichigo (có thể xem nó như giải Mâm xôi vàng của Nhật Bản) cho Phim tệ nhất và Miyazaki Gorō nhận giải Đạo diễn tệ nhất cho tác phẩm đầu tay này của mình.
Đến cuối năm 2013 thì Rotten Tomatoes đánh giá bộ phim là 42%. IMDb đã đánh giá bộ phim là 6.5 trên 10 sao với 6.092 đánh giá. Radio Times đã đánh giá bộ phim là "Thiếu các hiệu ứng lấp lánh cũng như các tình cảm ấm áp mà các bộ phim của Ghibli thường có trước đó". Daily Mirror nói diễn biến bộ phim là "nặng nề và quá chậm" không bằng với các tác phẩm khác của Miyazaki Hayao. Tuy nhiên tạp chí Empire thì đánh giá bộ phim là "Cũng đáng xem" trong khi tờ The Guardian thì nói "Tác phẩm chỉ hấp dẫn một phần".